# Euophrys littoralis
Euophrys littoralis là một loài nhện trong họ Salticidae.
Loài này thuộc chi Euophrys. Euophrys littoralis được Soyer miêu tả năm 1959.